# Ганхед: Война роботов
«Ганхед: Война роботов» (англ. Ganheddo) — японский фантастический кинофильм.

## Сюжет
В 2038 году группа охотников за сокровищами прилетает на остров, на котором расположен роботизированный военный комплекс Kyron-5, в поисках драгоценного минерала Texmexium. Члены банды поочередно погибают в ловушках охранных систем, кроме механика по кличке «Бруклин». Бруклин, найдя минерал, пытается выбраться вместе с выжившей девушкой Nim, сержантом отряда «Техасских воздушных рейнджеров», и двумя детьми, чьи родители работали на комплексе Kyron-5. Чтобы добраться до самолета банды, пройдя множество этажей с охранными системами, Бруклин восстанавливает одну из «Боевых башен» (GUNHED (Gun UNit Heavy Elimination Device)), разбитых роботов-танков, и приступает к побегу, по ходу фильма спасая Ним от биоандроида, перехватывая Texmexium. На пути к самолету, Бруклину придется сразиться с Аэроботом, новым военным роботом Kyron’а, разбившим доселе батальон Боевых башен.
По мотивам фильма была разработана одноимённая игра для приставки PC Engine, также выходившая в США под названием Blazing Lazers и не имевшая отсылок к фильму.

## Манга
Также вышла одноимённая манга.

### Рецензии
- http://www.badmovies.org/movies/gunhed/
- http://www.cclemon99.com/2015/01/gunhed.html
- https://childrenoftheblazingfist.com/2013/01/20/gunhed-review-mmmmmmhh-delicious-texmexium/
- http://www.dighkmovies.com/v4/243/243.html
- https://web.archive.org/web/20061020020108/http://www.japanhero.com/tokusatsu%20reviews/gunhed.htm
- http://moria.co.nz/sciencefiction/gunhed.htm
- http://www.quietearth.us/articles/2008/02/03/Retro-Review-Gunhed
- http://www.thespinningimage.co.uk/cultfilms/displaycultfilm.asp?reviewid=3366
- https://www.tohokingdom.com/reviews/romero/gunhed.htm